# IBU-Junior-Cup 2021/22
Der IBU-Junior-Cup 2021/22 wurde zwischen dem 8. Dezember 2021 und dem 2. März 2022 ausgetragen. Es handelt sich um die sechste Austragung der höchsten, von der IBU organisierten, Rennserie für Juniorinnen und Junioren im Biathlon.
Höhepunkt der Saison waren die Biathlon-Juniorenweltmeisterschaften im US-amerikanischen Soldier Hollow. Diese Wettkämpfe flossen auch in die Wertung des IBU-Junior-Cups mit ein.
Gesamtsieger des IBU-Juniorcups war bei den Damen die Italienerin Sara Scattolo und bei den Herren der Russe Alexander Kornew. Deutschland entschied sowohl beide Nationenwertungen als auch die Staffelwertung für sich.

## Austragungsorte
| Pokljuka |

| Martell |

| \| Soldier Hollow \|                |
| Austragungsort (Vereinigte Staaten) |
| Soldier Hollow                      |

## Wettkampfkalender
| Datum                                 | Ort            | Wettkämpfe                                                      |
| ------------------------------------- | -------------- | --------------------------------------------------------------- |
| 8.–12. Dezember 2021                  | Martell        | Einzel, Staffel                                                 |
| 13.–18. Dezember 2021                 | Martell        | Sprint, Mixed-Staffel, Single-Mixed-Staffel, Supersprint        |
| 10.–16. Januar 2022                   | Pokljuka 1     | Sprint, Sprint, Mixed-Staffel, Single-Mixed-Staffel             |
| 17.–23. Januar 2022 (JEM 2022)        | Pokljuka       | Einzel, Mixed-Staffel, Single-Mixed-Staffel, Sprint, Verfolgung |
| 20. Februar – 2. März 2022 (JWM 2022) | Soldier Hollow | Einzel, Sprint, Verfolgung, Staffel                             |

## Juniorinnen
| 1. IBU-Junior-Cup in Martell, 8.–12. Dezember 2021 | 1. IBU-Junior-Cup in Martell, 8.–12. Dezember 2021 | 1. IBU-Junior-Cup in Martell, 8.–12. Dezember 2021              | 1. IBU-Junior-Cup in Martell, 8.–12. Dezember 2021                  | 1. IBU-Junior-Cup in Martell, 8.–12. Dezember 2021         |
| -------------------------------------------------- | -------------------------------------------------- | --------------------------------------------------------------- | ------------------------------------------------------------------- | ---------------------------------------------------------- |
| Datum                                              | Disziplin                                          | Erster Platz                                                    | Zweiter Platz                                                       | Dritter Platz                                              |
| 10. Dezember 2021 (Fr.)                            | Einzel (12,5 km)                                   | Sara Scattolo                                                   | Luise Müller                                                        | Selina Kastl                                               |
| 12. Dezember 2021 (So.)                            | Staffel (4 × 6 km)                                 | DeutschlandJohanna Puff Selina Kastl Luise Müller Mareike Braun | ItalienFabiana Carpella Ilaria Scattolo Gaia Brunetto Sara Scattolo | ÖsterreichAnna Andexer Lisa Osl Lea Rothschopf Lara Wagner |

| 2. IBU-Junior-Cup in Martell, 13.–18. Dezember 2021 | 2. IBU-Junior-Cup in Martell, 13.–18. Dezember 2021 | 2. IBU-Junior-Cup in Martell, 13.–18. Dezember 2021 | 2. IBU-Junior-Cup in Martell, 13.–18. Dezember 2021 | 2. IBU-Junior-Cup in Martell, 13.–18. Dezember 2021 |
| --------------------------------------------------- | --------------------------------------------------- | --------------------------------------------------- | --------------------------------------------------- | --------------------------------------------------- |
| Datum                                               | Disziplin                                           | Erster Platz                                        | Zweiter Platz                                       | Dritter Platz                                       |
| 15. Dezember 2021 (Mi.)                             | Sprint (7,5 km)                                     | Sara Scattolo                                       | Lea Rothschopf                                      | Mareike Braun                                       |
| 18. Dezember 2021 (Sa.)                             | Supersprint (7,5 km)                                | Johanna Puff                                        | Sara Scattolo                                       | Patrycia Stanek                                     |

| 3. IBU-Junior-Cup auf der Pokljuka, 10.–16. Januar 2022 | 3. IBU-Junior-Cup auf der Pokljuka, 10.–16. Januar 2022 | 3. IBU-Junior-Cup auf der Pokljuka, 10.–16. Januar 2022 | 3. IBU-Junior-Cup auf der Pokljuka, 10.–16. Januar 2022 | 3. IBU-Junior-Cup auf der Pokljuka, 10.–16. Januar 2022 |
| ------------------------------------------------------- | ------------------------------------------------------- | ------------------------------------------------------- | ------------------------------------------------------- | ------------------------------------------------------- |
| Datum                                                   | Disziplin                                               | Erster Platz                                            | Zweiter Platz                                           | Dritter Platz                                           |
| 13. Januar 2022 (So.)                                   | Sprint (7,5 km)                                         | Hanna-Michéle Herrmann                                  | Selina Grotian                                          | Luise Müller                                            |
| 15. Januar 2022 (Sa.)                                   | Sprint (7,5 km)                                         | Tereza Jandová                                          | Sara Scattolo                                           | Johanna Puff                                            |

| 6. Offene Junioren-Europameisterschaften auf der Pokljuka, 17–23. Januar 2022 | 6. Offene Junioren-Europameisterschaften auf der Pokljuka, 17–23. Januar 2022 | 6. Offene Junioren-Europameisterschaften auf der Pokljuka, 17–23. Januar 2022 | 6. Offene Junioren-Europameisterschaften auf der Pokljuka, 17–23. Januar 2022 | 6. Offene Junioren-Europameisterschaften auf der Pokljuka, 17–23. Januar 2022 |
| ----------------------------------------------------------------------------- | ----------------------------------------------------------------------------- | ----------------------------------------------------------------------------- | ----------------------------------------------------------------------------- | ----------------------------------------------------------------------------- |
| Datum                                                                         | Disziplin                                                                     | Erster Platz                                                                  | Zweiter Platz                                                                 | Dritter Platz                                                                 |
| 19. Januar 2022 (Mi.)                                                         | Einzel (12,5 km)                                                              | Camille Coupé                                                                 | Jeanne Richard                                                                | Anastassija Grischina                                                         |
| 22. Januar 2022 (Sa.)                                                         | Sprint (7,5 km)                                                               | Selina Grotian                                                                | Chloé Bened                                                                   | Noora Kaisa Keränen                                                           |
| 23. Januar 2022 (So.)                                                         | Verfolgung (10 km)                                                            | Selina Grotian                                                                | Jeanne Richard                                                                | Lisa Spark                                                                    |

| Biathlon-Juniorenweltmeisterschaften 2022 in Soldier Hollow, 20. Februar – 2. März 2022 | Biathlon-Juniorenweltmeisterschaften 2022 in Soldier Hollow, 20. Februar – 2. März 2022 | Biathlon-Juniorenweltmeisterschaften 2022 in Soldier Hollow, 20. Februar – 2. März 2022 | Biathlon-Juniorenweltmeisterschaften 2022 in Soldier Hollow, 20. Februar – 2. März 2022 | Biathlon-Juniorenweltmeisterschaften 2022 in Soldier Hollow, 20. Februar – 2. März 2022 |
| --------------------------------------------------------------------------------------- | --------------------------------------------------------------------------------------- | --------------------------------------------------------------------------------------- | --------------------------------------------------------------------------------------- | --------------------------------------------------------------------------------------- |
| Datum                                                                                   | Disziplin                                                                               | Erster Platz                                                                            | Zweiter Platz                                                                           | Dritter Platz                                                                           |
| 24. Februar 2022 (Do.)                                                                  | Einzel (12,5 km)                                                                        | Lisa Spark                                                                              | Océane Michelon                                                                         | Tereza Voborníková                                                                      |
| 26. Februar 2022 (Sa.)                                                                  | Sprint (7,5 km)                                                                         | Tereza Voborníková                                                                      | Rebecca Passler                                                                         | Lisa Spark                                                                              |
| 27. Februar 2022 (So.)                                                                  | Verfolgung (10 km)                                                                      | Tereza Voborníková                                                                      | Hannah Auchentaller                                                                     | Frida Dokken                                                                            |
| 2. März 2022 (Mi.)                                                                      | Staffel (4 × 6 km)                                                                      | ItalienRebecca Passler Linda Zingerle Beatrice Trabucchi Hannah Auchentaller            | DeutschlandJohanna Puff Mareike Braun Luise Müller Lisa Spark                           | FrankreichCamille Coupé Noémie Remonnay Océane Michelon Jeanne Richard                  |

## Junioren
| 1. IBU-Junior-Cup in Martell, 8.–12. Dezember 2021 | 1. IBU-Junior-Cup in Martell, 8.–12. Dezember 2021 | 1. IBU-Junior-Cup in Martell, 8.–12. Dezember 2021       | 1. IBU-Junior-Cup in Martell, 8.–12. Dezember 2021                   | 1. IBU-Junior-Cup in Martell, 8.–12. Dezember 2021                      |
| -------------------------------------------------- | -------------------------------------------------- | -------------------------------------------------------- | -------------------------------------------------------------------- | ----------------------------------------------------------------------- |
| Datum                                              | Disziplin                                          | Erster Platz                                             | Zweiter Platz                                                        | Dritter Platz                                                           |
| 10. Dezember 2021 (Fr.)                            | Einzel (15 km)                                     | Darius Lodl                                              | Stepan Kinasch                                                       | Elia Zeni                                                               |
| 12. Dezember 2021 (So.)                            | Staffel (4 × 7,5 km)                               | PolenKonrad Badacz Hubert Matusik Jan Guńka Marcin Zawół | DeutschlandDarius Lodl Christoph Noack Oscar Barchewitz Hans Köllner | UkraineWitalij Mandsyn Dmytro Hruschtschak Roman Borowyk Stepan Kinasch |

| 2. IBU-Junior-Cup in Martell, 13.–18. Dezember 2021 | 2. IBU-Junior-Cup in Martell, 13.–18. Dezember 2021 | 2. IBU-Junior-Cup in Martell, 13.–18. Dezember 2021 | 2. IBU-Junior-Cup in Martell, 13.–18. Dezember 2021 | 2. IBU-Junior-Cup in Martell, 13.–18. Dezember 2021 |
| --------------------------------------------------- | --------------------------------------------------- | --------------------------------------------------- | --------------------------------------------------- | --------------------------------------------------- |
| Datum                                               | Disziplin                                           | Erster Platz                                        | Zweiter Platz                                       | Dritter Platz                                       |
| 15. Dezember 2021 (Mi.)                             | Sprint (10 km)                                      | Jan Guńka                                           | Silvano Demarmels                                   | Roman Borowyk                                       |
| 18. Dezember 2021 (Sa.)                             | Supersprint (7,5 km)                                | Jan Guńka                                           | Alexander Kornew                                    | Marcin Zawół                                        |

| 3. IBU-Junior-Cup auf der Pokljuka, 10.–16. Januar 2022 | 3. IBU-Junior-Cup auf der Pokljuka, 10.–16. Januar 2022 | 3. IBU-Junior-Cup auf der Pokljuka, 10.–16. Januar 2022 | 3. IBU-Junior-Cup auf der Pokljuka, 10.–16. Januar 2022 | 3. IBU-Junior-Cup auf der Pokljuka, 10.–16. Januar 2022 |
| ------------------------------------------------------- | ------------------------------------------------------- | ------------------------------------------------------- | ------------------------------------------------------- | ------------------------------------------------------- |
| Datum                                                   | Disziplin                                               | Erster Platz                                            | Zweiter Platz                                           | Dritter Platz                                           |
| 13. Januar 2022 (Do.)                                   | Sprint (10 km)                                          | Jonáš Mareček                                           | Alexander Kornew                                        | Michele Molinari                                        |
| 15. Januar 2022 (Sa.)                                   | Sprint (10 km)                                          | Alexander Kornew                                        | Jonáš Mareček                                           | Darius Lodl                                             |

| 6. Offene Junioren-Europameisterschaften auf der Pokljuka, 17–23. Januar 2022 | 6. Offene Junioren-Europameisterschaften auf der Pokljuka, 17–23. Januar 2022 | 6. Offene Junioren-Europameisterschaften auf der Pokljuka, 17–23. Januar 2022 | 6. Offene Junioren-Europameisterschaften auf der Pokljuka, 17–23. Januar 2022 | 6. Offene Junioren-Europameisterschaften auf der Pokljuka, 17–23. Januar 2022 |
| ----------------------------------------------------------------------------- | ----------------------------------------------------------------------------- | ----------------------------------------------------------------------------- | ----------------------------------------------------------------------------- | ----------------------------------------------------------------------------- |
| Datum                                                                         | Disziplin                                                                     | Erster Platz                                                                  | Zweiter Platz                                                                 | Dritter Platz                                                                 |
| 19. Januar 2022 (Mi.)                                                         | Einzel (15 km)                                                                | Blagoj Todew                                                                  | Nicolò Betemps                                                                | Gaëtan Paturel                                                                |
| 22. Januar 2022 (Sa.)                                                         | Sprint (10 km)                                                                | Jonáš Mareček                                                                 | Otto Invenius                                                                 | Iacopo Leonesio                                                               |
| 23. Januar 2022 (So.)                                                         | Verfolgung (12,5 km)                                                          | Paul Fontaine                                                                 | Otto Invenius                                                                 | Jan Guńka                                                                     |

| Biathlon-Juniorenweltmeisterschaften 2022 in Soldier Hollow, 20. Februar – 2. März 2022 | Biathlon-Juniorenweltmeisterschaften 2022 in Soldier Hollow, 20. Februar – 2. März 2022 | Biathlon-Juniorenweltmeisterschaften 2022 in Soldier Hollow, 20. Februar – 2. März 2022 | Biathlon-Juniorenweltmeisterschaften 2022 in Soldier Hollow, 20. Februar – 2. März 2022 | Biathlon-Juniorenweltmeisterschaften 2022 in Soldier Hollow, 20. Februar – 2. März 2022 |
| --------------------------------------------------------------------------------------- | --------------------------------------------------------------------------------------- | --------------------------------------------------------------------------------------- | --------------------------------------------------------------------------------------- | --------------------------------------------------------------------------------------- |
| Datum                                                                                   | Disziplin                                                                               | Erster Platz                                                                            | Zweiter Platz                                                                           | Dritter Platz                                                                           |
| 24. Februar 2022 (Do.)                                                                  | Einzel (15 km)                                                                          | Jonáš Mareček                                                                           | Vetle Paulsen                                                                           | Martin Uldal                                                                            |
| 26. Februar 2022 (Sa.)                                                                  | Sprint (10 km)                                                                          | Martin Nevland                                                                          | Otto Invenius                                                                           | Martin Uldal                                                                            |
| 27. Februar 2022 (So.)                                                                  | Verfolgung (12,5 km)                                                                    | Martin Nevland                                                                          | Blagoj Todew                                                                            | Martin Uldal                                                                            |
| 2. März 2022 (Mi.)                                                                      | Staffel (4 × 7,5 km)                                                                    | FrankreichOscar Lombardot Rémi Broutier Paul Fontaine Jacques Jefferies                 | ItalienIacopo Leonesio David Zingerle Michele Molinari Elia Zeni                        | NorwegenMats Øverby Martin Uldal Jørgen Sæter Martin Nevland                            |

## Mixed
| 2. IBU-Junior-Cup in Martell, 13.–18. Dezember 2021 | 2. IBU-Junior-Cup in Martell, 13.–18. Dezember 2021 | 2. IBU-Junior-Cup in Martell, 13.–18. Dezember 2021                     | 2. IBU-Junior-Cup in Martell, 13.–18. Dezember 2021            | 2. IBU-Junior-Cup in Martell, 13.–18. Dezember 2021                    |
| --------------------------------------------------- | --------------------------------------------------- | ----------------------------------------------------------------------- | -------------------------------------------------------------- | ---------------------------------------------------------------------- |
| Datum                                               | Disziplin                                           | Erster Platz                                                            | Zweiter Platz                                                  | Dritter Platz                                                          |
| 17. Dezember 2021 (Fr.)                             | Mixed-Staffel (W-M) (4 × 6 km)                      | DeutschlandMareike Braun Hanna-Michéle Hermann Darius Lodl Hans Köllner | ItalienFabiana Carpella Sara Scattolo Nicolò Betemps Elia Zeni | TschechienGabriela Masaříková Tereza Jandová Jakub Kocián Ondřej Mánek |
| 17. Dezember 2021 (Fr.)                             | Single-Mixed-Staffel (W-M) (6 km + 7,5 km)          | PolenPatrycja Stanek Marcin Zawół                                       | RusslandLjubow Kalinina Jewgeni Jemerchonow                    | ItalienMartina Trabucchi Iacopo Leonesio                               |

| 3. IBU-Junior-Cup auf der Pokljuka, 10.–16. Januar 2022 | 3. IBU-Junior-Cup auf der Pokljuka, 10.–16. Januar 2022 | 3. IBU-Junior-Cup auf der Pokljuka, 10.–16. Januar 2022             | 3. IBU-Junior-Cup auf der Pokljuka, 10.–16. Januar 2022                     | 3. IBU-Junior-Cup auf der Pokljuka, 10.–16. Januar 2022                   |
| ------------------------------------------------------- | ------------------------------------------------------- | ------------------------------------------------------------------- | --------------------------------------------------------------------------- | ------------------------------------------------------------------------- |
| Datum                                                   | Disziplin                                               | Erster Platz                                                        | Zweiter Platz                                                               | Dritter Platz                                                             |
| 16. Januar 2022 (So.)                                   | Single-Mixed-Staffel (M-W) (6 km + 7,5 km)              | RusslandDionis Roduner Anastassija Grischina                        | ItalienMichele Molinari Sara Scattolo                                       | DeutschlandFlorian Arsan Johanna Puff                                     |
| 16. Januar 2022 (So.)                                   | Mixed-Staffel (M-W) (4 × 7,5 km)                        | ItalienIacopo Leonesio Nicolò Betemps Ilaria Scattolo Gaia Brunetto | DeutschlandBenjamin Menz Christoph Noack Hanna-Michéle Hermann Luise Müller | RusslandNikita Blinow Alexei Kowalew Anna Tinjakowa Anastassija Batmanowa |

| 6. Offene Junioren-Europameisterschaften auf der Pokljuka, 17–23. Januar 2022 | 6. Offene Junioren-Europameisterschaften auf der Pokljuka, 17–23. Januar 2022 | 6. Offene Junioren-Europameisterschaften auf der Pokljuka, 17–23. Januar 2022 | 6. Offene Junioren-Europameisterschaften auf der Pokljuka, 17–23. Januar 2022 | 6. Offene Junioren-Europameisterschaften auf der Pokljuka, 17–23. Januar 2022 |
| ----------------------------------------------------------------------------- | ----------------------------------------------------------------------------- | ----------------------------------------------------------------------------- | ----------------------------------------------------------------------------- | ----------------------------------------------------------------------------- |
| Datum                                                                         | Disziplin                                                                     | Erster Platz                                                                  | Zweiter Platz                                                                 | Dritter Platz                                                                 |
| 20. Januar 2022 (Do.)                                                         | Single-Mixed-Staffel (W-M) (6 km + 7,5 km)                                    | DeutschlandJohanna Puff Darius Lodl                                           | RusslandAnastassija Grischina Jewgeni Jemerchonow                             | FrankreichFany Bertrand Paul Fontaine                                         |
| 20. Januar 2022 (Do.)                                                         | Mixed-Staffel (W-M) (4 × 6 km)                                                | FrankreichCamille Coupé Jeanne Richard Damien Levet Jacques Jefferies         | DeutschlandSelina Kastl Luise Müller Benjamin Menz Albert Engelmann           | TschechienGabriela Masaříková Tereza Jandová Ondřej Mánek Jonáš Mareček       |